# Guillaume Mallet
Pour les articles homonymes, voir Mallet.
Pour les autres membres de la famille, voir Famille Mallet.
Guillaume Mallet, baron de Chalmassy (29 juillet 1747 à Noisy - 14 mars 1826 à Paris), est un banquier français. Il prend part à la création de la Banque de France en 1800 et en devient l'un des premiers régents.

## Biographie
Petit-fils d'Isaac Mallet, fondateur de la banque Mallet créée en 1713 à Paris, il entre tôt dans la banque familiale alors dirigée par son père, Jacques Mallet (1724-1815). Devenu associé en 1775, il succède à son père, avec son frère Jean-Jacques Mallet et un cousin.
Sous la Révolution française, ils deviennent suspects après que la banque a réglé en écus à Bertin, financier et ancien ministre des Affaires étrangères de Louis XVI qui avait émigré, le produit de la vente en 1792 de son hôtel particulier. 
Monarchistes du Club de Valois, Guillaume et son frère sont arrêtés et emprisonnés en 1793, puis en 1794, durant la Terreur, condamnés pour complot contre-révolutionnaire. Ils retrouvent leur liberté après le 9 thermidor.
Après le 9 Thermidor, le banquier Sabatier tente, avec deux actionnaires, nommés directeurs par intérim, Mallet et Louis-Victor Moreau, d'obtenir la restitution des biens saisis de la Compagnie française des Indes orientales, dont Mallet était le plus gros actionnaire. Ne récupérant que trois navires, les actionnaires décident la liquidation définitive de la Compagnie en juillet 1795.
Guillaume devient agent de change près de la Bourse de Paris en l'an IX.
Il prend part à la création de la Banque de France en 1800 et en devient l'un des premiers régents (il siège comme régent jusqu'à sa mort). Il rejoint également les Négociants réunis chargés de trouver des fonds pour le Trésor. Il est ensuite chargé par Bonaparte de la rédaction de nouveaux statuts pour la Banque de France à la suite de la crise de 1805-1806.
Il est membre du Consistoire de l'Église réformée de Paris de 1803 à 1826.
Il devient membre du Conseil général de la Seine.
En 1810, il est fait chevalier de la Légion d'honneur et baron de l'Empire (titre confirmé par le  roi Louis XVIII en 1815).
Il prend part à la création de la Caisse d'épargne en 1818, aux côtés de la banque Delessert.
En 1779, il épouse en premières noces Elisabeth Boy de La Tour, fille de Pierre Boy de La Tour, négociant en soieries et banquier à Lyon, et de Julie Roguin, protectrice de Rousseau. La sœur d'Elisabeth était la mère de Benjamin Delessert.

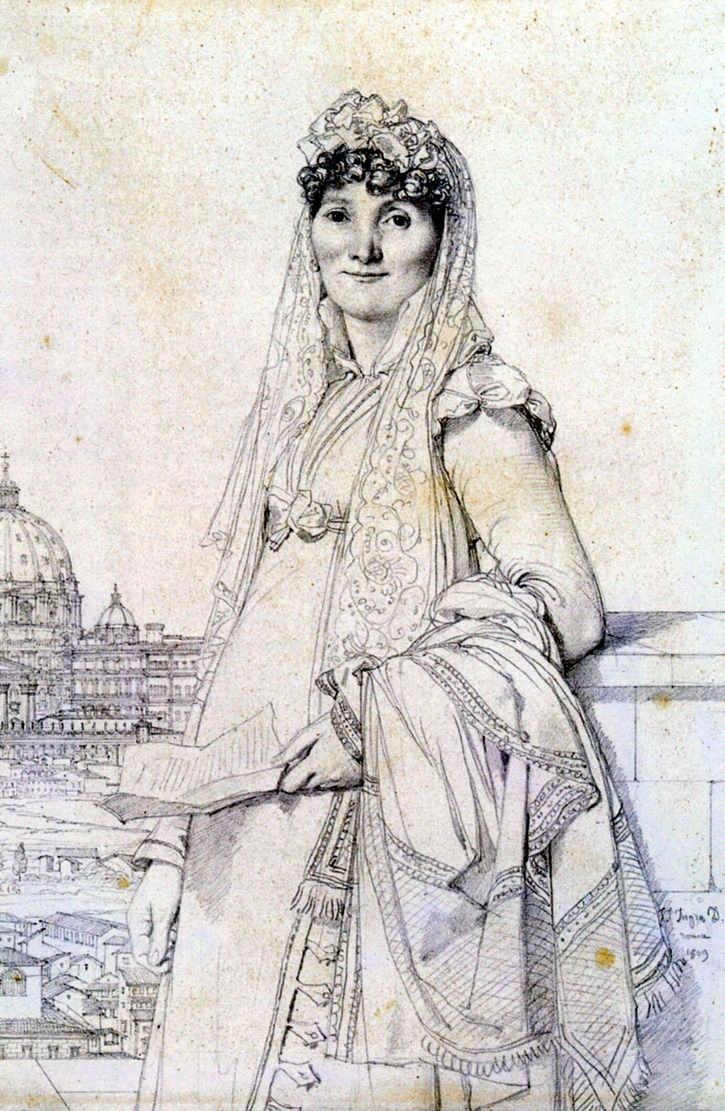
Portrait de sa seconde épouse, Marthe-Julie Feray, par Ingres.

Veuf, il se remarie en 1786 avec Anne-Julie Houël, fille de Louis Houël et Marthe-Julie Feray, issue d'une riche famille d'armateurs négriers havrais,. De leur union naîtront ses deux fils, James et Jules, qui épousèrent les sœurs Laure et Émilie Oberkampf, filles de Christophe-Philippe Oberkampf.

## Sources
- Albert Choisy, Notice généalogique et historique sur la famille Mallet de Geneve originaire de Rouen, 1930
- Romuald Szramkiewicz, Les Régents et censeurs de la Banque de France: nommés sous le Consulat et l'Empire, 1974